# Dompierre-les-Tilleuls
Dompierre-les-Tilleuls là một xã trong vùng hành chính Franche-Comté, thuộc tỉnh Doubs, quận Pontarlier, tổng Levier. Tọa độ địa lý của xã là 46° 52' vĩ độ bắc, 06° 11' kinh độ đông. Dompierre-les-Tilleuls nằm trên độ cao trung bình là 840 mét trên mực nước biển, có điểm thấp nhất là 804 mét và điểm cao nhất là 887 mét. Xã có diện tích 12.94 km², dân số vào thời điểm 2006 là 259 người; mật độ dân số là 20 người/km².

## Thông tin nhân khẩu
| 1962 | 1968 | 1975 | 1982 | 1990 | 1999 |
| ---- | ---- | ---- | ---- | ---- | ---- |
| 167  | 214  | 182  | 180  | 207  | 210  |

## Địa điểm tham quan
Nhà thờ Saint-Pierre et Saint-Paul xuất phát nguyên thủy từ thế kỉ thứ 12. Nhà thờ Notre-Dame de la Délivrance được xây trong năm 1825.